# Jutta Müller (Politikerin)
Jutta Müller (* 14. August 1957 in Völklingen; † 27. Januar 2019) war eine deutsche Politikerin (SPD). Sie war von 1990 bis 2002 Mitglied des Deutschen Bundestages.

## Leben
Müller machte nach dem Besuch der Realschule eine Lehre zur Bankkauffrau und wurde danach Sparkassenfachwirtin. Anschließend arbeitete sie als Kundenberaterin im Bereich Anlageberatung. Sie war Mitglied der Arbeiterwohlfahrt und der Gewerkschaft Handel, Banken und Versicherungen. Im Jahr 1974 trat sie in die SPD ein, bis 1984 war sie stellvertretende Vorsitzende der Jungsozialisten im Unterbezirk Saarbrücken Land. Anschließend war sie fünf Jahre lang Mitglied im Völklinger Stadtrat und seit 1988 Ortsvereinsvorsitzende im Ortsverein Völklingen Fürstenhausen. Im Jahr 1990 wurde sie im Wahlkreis Saarbrücken II in den Deutschen Bundestag gewählt, dem sie bis zum Jahr 2002 angehörte.
Jutta Müller starb am 27. Januar 2019 im Alter von 61 Jahren.